# Les Compagnons de la chanson
 (février 2022).
Ne doit pas être confondu avec Les Frères Jacques.
Pour les articles homonymes, voir Chanson (homonymie).
Les Compagnons de la chanson est un groupe vocal français, originaire de Lyon. Formé dans les années 1940, le groupe donne son dernier concert le 14 février 1985.

## Biographie

### Origines
Issus d'un groupe connu sous le nom des Compagnons de la musique, un ensemble de jeunes gens issus des Compagnons de France créé par Louis Liébard en 1941. Ils deviennent les Compagnons de la chanson en février 1946. Le groupe compte à l'origine  neuf membres, puis huit (Paul Catrin, le neuvième élément pressenti, ayant choisi de quitter la formation de leur mentor et formateur, Louis Liébard).

### Rencontre avec Édith Piaf

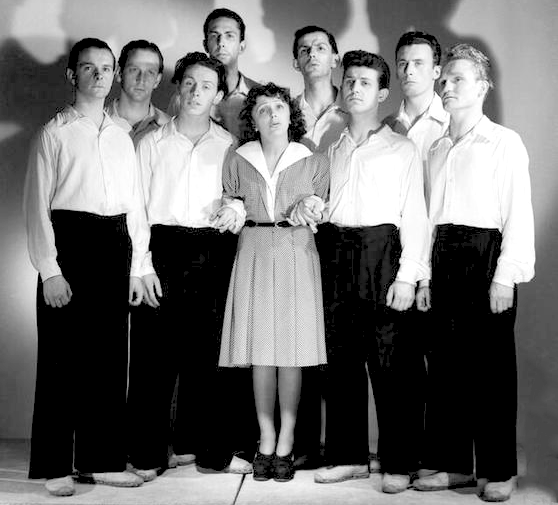
Édith Piaf et Les Compagnons de la Chanson par les Studio Harcourt en 1946.

Interprètes de vieilles mélodies françaises empruntées au folklore (Perrine était servante), c'est en 1944, alors qu'ils sont encore sous la tutelle de Louis Liébard chez les Compagnons de la musique, qu'ils connaissent un premier succès et qu'ils rencontrent Édith Piaf à l'occasion d'un gala à Paris. Après un court intérim de Jean Driant durant quelques semaines, c'est en septembre 1946, avec l'arrivée de Paul Buissonneau (qui quittera en août 1950), que la formation prend sa véritable assise avec une organisation basée sur trois ténors, trois barytons et trois basses.
En 1946, ils enregistrent avec Édith Piaf la chanson Les Trois Cloches de Jean Villard dit Gilles, qui devient un succès international et les révèle au grand public, grâce à un arrangement réussi par Marc Herrand. Encouragés et soutenus par Édith Piaf, Les Compagnons de la chanson adoptent un répertoire plus jeune et partent en tournée aux États-Unis. À leur retour en France, ils rencontrent un succès prodigieux qui va leur permettre de parcourir le monde. Les succès s'enchaînent durant les années 1950, 1960 et 1970.
De 1946 à 1956, ils chanteront le plus souvent en formule purement choriste a cappella, ou s'accompagnant d'une guitare ou d'un piano. Progressivement à partir de 1957, ils passent à un apport d'accompagnement instrumental et orchestral plus étoffé enrichissant l'ensemble ; instruments qu'ils joueront bien souvent eux-mêmes, possédant également des talents de musiciens, ce qui apparaîtra sur les disques qu'ils feront paraître les années suivantes jusqu'à leur dernier concert de 1985, ainsi que dans leurs spectacles.

### Sorties, tournées et émissions
Les Compagnons de la chanson enregistrent successivement chez Columbia/Emi, Polydor, CBS, Sonopresse et Philips. À la suite de leur première tournée américaine d'octobre 1947, ils se tournent vers les scènes du monde (États-Unis, Angleterre, Brésil, Moyen-Orient, Japon, etc.). En 1954, sous l'égide de Radio-Luxembourg, ils effectuent sous chapiteau une longue tournée de plus de six mois. En 1959, ils suivent le Tour de France avec un concert à chaque ville-étape.
Ils passent à quatre reprises à l'Olympia et restent cinq mois à l'affiche de Bobino à Paris en 1962, trois mois en 1966, un mois en 1968, 1970 et 1973. Ils participent à de nombreuses émissions télévisées et radiophoniques, comme Le Palmarès des chansons animé par Guy Lux, Télé Dimanche, et Tête de bois et tendres années.
Leurs prestations sont souvent émaillées de spectacles pittoresques simultanés illustrant chacune de leurs chansons. En plus du chant, chacun des membres a un rôle particulier à remplir pour le bon fonctionnement du groupe, ce qui permet à la formation de conserver une harmonie cohérente, certains membres étant devenus instrumentistes. Au total, plus de 350 titres sont gravés, 50 restant inédits, et le groupe aura donné environ 300 concerts par an. Les Compagnons de la chanson passent quatre années avec Édith Piaf. Ils enregistrent avec elle la chanson Johnnie Fedora et Alice Bluebonnet du dessin animé de Walt Disney La Boîte à musique. Ils font de multiples tournées au Canada, Japon, Israël, États-Unis, Liban, Syrie, Brésil, Russie, Afrique, Angleterre, Belgique, Italie, Suisse, Allemagne, etc. Ils tournent un film avec Édith Piaf, Neuf Garçons, un cœur, et participent à Minnie Moustache, une opérette de Jean Broussolle et Georges van Parys, aux côtés de Jean Lefebvre.
C'est en décembre 1980 qu'ils annoncent leur tournée d'adieux, celle-ci durera près de cinq ans. En 1983, ils reçoivent un triomphe pendant cinq semaines à l'Olympia. Leur dernier concert est donné le 14 février 1985 au pavillon Baltard de Nogent-sur-Marne, dans le Val-de-Marne.

### Activités post-groupe
Pendant 25 ans après 1986, Fred Mella poursuit sa carrière en solo et son frère René Mella participe de temps à autre, avec son nouveau groupe Les Copains d'Accord, à quelques tournées. Cela leur vaut à l'un comme à l'autre d'enregistrer de nouveaux CD. Il en est de même de « Gaston » Michel Cassez qui se produit encore avec son groupe de jazz.

## Hommage
Le 19 octobre 2002, une place des Compagnons de la chanson a été inaugurée à Lyon dans le quartier du Point du Jour, à proximité de l'endroit où l'épopée avait commencé sous la direction de Louis Liébard. De nombreux fans, venus des quatre coins de la France et de Suisse, étaient là pour assister à l'événement.

## Membres
Si Paul Buissonneau, Marc Herrand, Jean Albert et Mario Hirlé ne sont restés que quelques années, la formation la plus connue du grand public comporte :
- Fred Mella (1924-2019), ténor solo (principal) ;
- René Mella (1926-2019), ténor ;
- Jean Broussolle (1920-1984), baryton, parolier, compositeur, adaptateur ;
- Guy Bourguignon (1920-1969), basse ;
- Jean-Louis Jaubert (1920-2013), basse ;
- Hubert Lancelot (1923-1995), baryton ;
- Jean-Pierre Calvet (1925-1989), ténor, compositeur ;
- Gérard Sabbat (1926-2013), baryton ;
- Jo Frachon (1919-1992), basse (le plus grand du groupe) ;
- Gaston (Michel Cassez) (1931-2025), ténor, compositeur.

Malgré des changements au cours des années, ils demeurent toujours au nombre de neuf jusqu'à la mort de Guy Bourguignon en 1969, refusant alors d'un commun accord de remplacer leur ami. Le 31 décembre 1972, le baryton et compositeur Jean Broussolle quittant le groupe lors d'un Grand Échiquier de Jacques Chancel, c'est Michel Cassez, né en 1931, plus connu sous le nom de Gaston, ancien chef d'orchestre de Claude François notamment, qui lui succède.

### Fred Mella et Jean Broussolle
L'homogénéité de cette formation vocale ne saurait faire oublier le fait qu'elle est composée de personnalités souvent brillantes individuellement :
- Fred Mella restera la principale vedette soliste apparaissant souvent en « relief » sur les couplets de chacune de leurs chansons, avec un timbre de voix aux accents bien marqués, les huit autres compagnons étant davantage en cohésion d'accompagnement sur plusieurs tonalités de voix, tout le groupe chantant ensemble le refrain, constituant la « touche » si caractéristique de cette formation ;
- Jean Broussolle est le parolier ou l'adaptateur d'un grand nombre de leurs succès de 1952 à 1972, et leur apprend simultanément aussi plusieurs instruments, les autres chansons étant des reprises en chœur de succès célèbres, soit d'autres chanteurs de la même époque, soit de musiques de films, musiques folkloriques, chansons enfantines, etc. ;
- Jean-Louis Jaubert, faisait fonction de véritable directeur du groupe ;
- Jean-Pierre Calvet, était le principal compositeur ;
- Marc Herrand, arrangeur de talent de plusieurs des grands succès de la formation (Les Trois cloches, Mes jeunes années écrite en ce qui concerne la musique en collaboration avec Charles Trenet, Moulin Rouge avec Georges Auric, etc.).

Sans oublier ceux qui gravitaient autour du groupe, parmi lesquels l'arrangeur de talent Nino Nardini (à l'origine de Sur ma vie de Charles Aznavour), et la contribution de plusieurs autres grands noms de la chanson comme Gilbert Bécaud, Georges Brassens ou Henri Salvador.

## Discographie

### Singles
La plupart des chansons indiquées ci-dessous sont des reprises.
- Allez savoir pourquoi
- Alors raconte
- Amour brésilien
- Angelo
- À Noël
- À nos amours
- Au printemps tu reviendras
- Au temps de Pierrot et Colombine
- Au Venezuela
- Aux marches du palais
- Avant de nous embarquer (Minnie Moustache)
- Avec ce soleil
- Ave Maria
- Belle petite ville
- Bras dessus, bras dessous
- Carioca, mon ami
- Catherine
- Ce bonheur-là
- Ce jour viendra
- Ce n'est pas un adieu
- Ce sacré vieux soleil
- C'est ça l'amore
- C'est pour ça
- C'est ma chanson
- C'était hier
- C'était mon copain
- Chanson à ma bien-aimée
- Chanson pour l'Auvergnat
- Chante-la ta chanson !
- Cheveux fous et lèvres roses
- Cindy Cindy O Cindy
- Cinq filles à marier
- Comme le ruisseau
- Comment va la vie ?
- Comme un p'tit coquelicot
- Compagnons de la Marjolaine
- Dans les prisons de Nantes
- D'autres avant toi
- Day-O (The Banana Boat Song)
- Do ré mi
- Douce nuit
- Doux c'est doux
- Elle chante
- En d'autres mots
- Enfin j'ai ma maison
- Entends ce message
- Garde ça pour toi
- Germaine
- Gondolier
- Guitare et tambourin
- Hava Naguila (Dansons mon amour)
- Il pleut
- Il y avait trois jeunes garçons
- J'aimerais bien apprendre au monde
- J'ai promis à mon amour
- Jean le pêcheur
- Je crois en toi
- Je n'ai qu'un sou
- Je reviens chez nous
- Jérusalem en or
- Je t'appartiens
- Kalinka
- La Chanson de Lara
- La Chanson du célibataire
- La Chanson pour Anna
- La Chorale
- La Complainte du partisan
- La Costa Brava
- La Grande Dame
- La Guerre en dentelles
- La Guitare et la mer
- La Gymnastique
- La Java du diable
- La Licorne
- La Longue Marche
- La Mamma
- La marche de Sacco et Vanzetti
- La Marche des anges
- La Marie (Le Gars Pierre)
- La Marie Joconde
- La Marmite
- La Mouche
- L'amour est bleu
- Là où finit le ciel
- La Petite Julie
- La Prière
- L'Arlequin de Tolède
- La Semaine
- La Valse des lilas
- Le Bleu de l'été
- Le Chant de Mallory
- Le Clown et l'enfant triste
- Le Cœur en bandoulière
- Le Cœur en fête
- Le Galérien
- Légende indienne
- Le Jour où la pluie viendra
- Le Loup-garou
- Le Marchand de bonheur
- L'Enfant au cœur d'or
- L'Enfant aux cymbales
- L'Enfant de Bohème
- Le Premier Matin
- Le Prisonnier
- Le Prisonnier de la tour
- Le roi a fait battre tambour
- Le Roi Dagobert
- Les Aventuriers
- Les Bohémiens
- Les Cavaliers du ciel
- Les Comédiens
- Les Couleurs du temps
- Les Épouvantails
- Les Feuilles mortes
- Les Gitans
- Le Sous-marin vert
- Les Petits Cochons
- Les Petits Musiciens des marchés mexicains
- Les Souliers
- Les Trois Cloches
- Les Vertes Années
- Les Yeux de ma mère
- Le Temps des étudiants
- Le Toit de sa maison
- L'Étoile filante
- Lettre à Virginie
- Le Violon de tante Estelle
- L'Homme qui se rappelle
- L'Objet
- L'Ours
- Maître Pierre
- Margoton va t'à l'iau
- Marianne
- Marie du bord de l'eau
- Marin (Enfant du voyage)
- Ma terre
- Mélodie perdue
- Merci Satchmo !
- Mes jeunes années
- Moisson (La terre est basse)
- Mona Lisa
- Mon ami, mon ami
- Mon bateau
- Mon Espagnole
- Moulin-Rouge
- Nathalie s'en va
- Navarone
- Ne pleure pas, Jeannette
- La Marche des gosses (Nick, Nack Paddy Whack)
- Notre concerto
- N'oubliez pas ma chanson
- Parle plus bas
- Pauvre pêcheur
- Peggy O
- Perrine était servante
- Piano piano
- Pigalle
- Premier matin
- Quand la mer monte
- Quand on s'a, quand on s'aime
- Que c'est triste Venise
- Quel mazzolin di fiori
- Quelque part… deux amants
- Qu'il fait bon vivre (en)
- Retour
- Roméo
- Ronde mexicaine
- Ronde, ronde, ronde
- Rose d'or
- Sa jeunesse
- Sarah
- Si jamais
- Si j'avais des millions
- Si tous les gars du monde
- Si tous les oiseaux
- Si tu vas à Rio
- Sur la mort d'une cousine de sept ans
- Sur ma vie
- Telstar (Une étoile en plein jour)
- Tom Dooley (Fais ta prière)
- Tourbillon
- Trop beau pour être vrai
- Trop tard
- Tumbalala
- Tzeinerlin
- Un amour pleurait
- Un dimanche
- Une enfant
- Un jour ou l'autre
- Un Mexicain
- Un monde entier
- Un violon sur le toit
- Vénus, mon amie
- Verte campagne
- Viens, viens
- Welcome l'ami

### Sketches musicaux représentatifs
- Le Cirque
- Les Tourlourous
- Les Jumelles de la marine
- Jour de fête en Louisiane
- Les Écossais
- Le Baron Gontran
- Les Tyroliens
- L'Homme-orchestre Vidéo en ligne
- Vive la fête au village
- Le Mexicain
- Les Perruques
- Quand la mer monte
- Le Sous-marin vert